# Estádio Glicério Marques
Estádio Glicério Marques – stadion piłkarski w Macapá, Amapá, Brazylia, na którym swoje mecze rozgrywa klub Guarany Atlético Clube.